# Пономарьов Микола Олександрович
Микола Олександрович Пономарьов (10 жовтня 1929, місто Кустанай, тепер Костанай, Казахстан — 17 жовтня 1995, Казахстан) — радянський державний діяч, агроном, 1-й секретар Комсомольського районного комітету КП Казахстану Кустанайської області, голова Кустанайського облвиконкому. Кандидат у члени ЦК КПРС у 1971—1976 роках. Депутат Верховної ради Казахської РСР 8—9-го скликань. Герой Соціалістичної Праці (8.04.1971).

## Життєпис
У 1951 році закінчив Казахський сільськогосподарський інститут у місті Алма-Аті, вчений-агроном.
У 1951—1952 роках — агроном тресту радгоспів Кустанайської області. У 1952—1954 роках — старший агроном радгоспу «Федоровський» Кустанайської області.
У 1954—1963 роках — директор радгоспів «Кенарал» і «Владимировський» Кустанайської області Казахської РСР.
Член КПРС з 1955 року.
У 1963—1965 роках — завідувач відділу сільського господарства Кустанайського обласного комітету КП Казахстану.
У 1965—1971 роках — 1-й секретар Комсомольського районного комітету КП Казахстану Кустанайської області
Указом Президії Верховної Ради СРСР від 8 квітня 1971 року за видатні успіхи, досягнуті в розвитку сільськогосподарського виробництва та виконанні п'ятирічного плану продажу державі продуктів землеробства і тваринництва, Пономарьову Миколі Олександровичу присвоєно звання Героя Соціалістичної Праці з врученням ордена Леніна і золотої медалі «Серп і Молот».
У червні 1971 — 1977 року — голова виконавчого комітету Кустанайської обласної ради депутатів трудящих.
У 1977—1979 роках — заступник начальника Головрисрадгоспбуду.
У 1979—1985 роках — заступник міністра сільського господарства Казахської РСР — начальник республіканського виробничого об'єднання «Казсільгоспхімія».
З 1986 року — на пенсії.
Помер 17 жовтня 1995 року.

## Родина
Дружина — Пономарьова Валерія Георгіївна. Син Сергій і дочка Світлана.

## Нагороди і звання
- Герой Соціалістичної Праці (8.04.1971)
- два ордени Леніна (8.04.1971,)
- орден Жовтневої Революції
- два ордени Трудового Червоного Прапора
- медалі
- заслужений агроном Казахської РСР